# Harriet
Harriet és una pel·lícula biogràfica dirigida per Kasi Lemmons, que en va escriure el guió amb Gregory Allen Howard. Es basa en la vida de l'activista abolicionista Harriet Tubman, la qual va escapar de l'esclavitud i va menar centenars de persones afroamericanes fins a la llibertat per mitjà de l'organització clandestina anomenada Ferrocarril Subterrani. És protagonitzada per Cynthia Erivo en el paper de Tubman, i hi partipen Leslie Odom Jr., Joe Alwyn, Jennifer Nettles, Vanessa Bell Calloway i Janelle Monáe en papers secundaris. Va ser estrenada l'1 de novembre de 2019.

## Producció
El 2015, es va planejar que Viola Davis protagonitzés i produís una pel·lícula biogràfica de Harriet Tubman, no obstant això, el projecte no va reeixir. El desenvolupament d'un segon intent va començar el maig de 2016. El febrer de 2017, Cynthia Erivo va ser escollida per a interpretar Tubman, amb Seith Mann dirigint un guió de Gregory Allen Howard.
El desllorigador de la pel·lícula es va anunciar el setembre de 2018, amb Focus Features com a nova distribuïdora i Kasi Lemmons com a directora. Leslie Odom Jr., Joe Alwyn, Jennifer Nettles i Clarke Peters, entre d'altres, es van sumar al repartiment. L'octubre del mateix any, es va anunciar el fitxatge de Janelle Monáe i que la filmació de la pel·lícula començaria el 8 d'octubre de 2018 a Virgínia, i duraria fins a desembre.